# Liga ACT 2023
La temporada 2023 de la Liga ACT (conocida como Eusko Label Liga por motivos de patrocinio) fue la vigésimo primera edición de la competición de traineras organizada por la Asociación de Clubes de Traineras. Compitieron 12 equipos encuadrados en un único grupo. La temporada regular comenzó el 1 de julio en La Coruña y terminó el 27 de agosto en Guetaria (Guipúzcoa). Posteriormente se disputaron los play-off para el descenso a la Liga ARC o a la Liga LGT.

## Sistema de competición
La competición consta de tres tipos de regatas:
- Regatas puntuables: computan para la clasificación de la liga y todos los clubes deben participar en ellas.
- Regatas no puntuables: no computan para la clasificación de la liga y los clubes pueden no participar en ellas mediando causa justificada. En la temporada 2023, a fecha de edición ha habido 1.[3]
- Regatas de play-off: se disputan 2 regatas en la que participan el clasificado en undécimo lugar antes de las dos últimas regatas y dos representantes de la Liga ARC y otros dos de la LGT. El clasificado en último lugar desciende directamente.

En esta edición se disputaron 18 banderas durante la temporada regular y dos regatas de play-off. Todos los integrantes de la Liga ACT disputan las regatas puntuables excepto las 2 que coinciden con el desarrollo de los play-off. En estas dos últimas regatas no participan los siguientes clasificados después de la decimoctava regata: los clasificados en los puestos noveno y décimo; el penúltimo clasificado ya que rema en la tanda de los play-off y el último, que desciende directamente a las ligas ARC o LGT. Por tanto, estas dos últimas banderas solo las disputan los ocho primeros clasificados tras la disputa de las 18 primeras regatas.

## Calendario

### Temporada regular
Las siguientes regatas tuvieron lugar en 2023.
| Orden | Regata                                                                      | Fecha            | Hora  | Localidad       | Provincia  |
| ----- | --------------------------------------------------------------------------- | ---------------- | ----- | --------------- | ---------- |
| 1     | VII Bandera Ciudad de La Coruña (jornada 1)                                 | 1 de julio       | 18:26 | La Coruña       | La Coruña  |
| 2     | VII Bandera Ciudad de La Coruña (jornada 2)                                 | 2 de julio       | 12:21 | La Coruña       | La Coruña  |
| 3     | XV Bandera Fabrika                                                          | 8 de julio       | 18:20 | San Sebastián   | Guipúzcoa  |
| 4     | XL. Bandera Petronor                                                        | 9 de julio       | 12:15 | Ciérvana        | Vizcaya    |
| 5     | XIV Bandera de Bilbao                                                       | 15 de julio      | 18:21 | Bilbao          | Vizcaya    |
| 6     | XXXIII Bandera de Orio - XI Bandera Orio Kanpina                            | 16 de julio      | 12:15 | Orio            | Guipúzcoa  |
| 7     | XXII Bandera Ayuntamiento de Sestao. Centenario Kaiku                       | 22 de julio      | 18:15 | Sestao          | Vizcaya    |
| 8     | XI Bandera CaixaBank                                                        | 23 de julio      | 12:15 | Castro-Urdiales | Cantabria  |
| 9     | XLV Bandera de Guecho - XIX Homenaje a Lehendakari J.A. Agirre              | 29 de julio      | 18:20 | Guecho          | Vizcaya    |
| 10    | XLIV Bandera de Santurce                                                    | 30 de julio      | 12:15 | Santurce        | Vizcaya    |
| 11    | XXXVI Bandera de Fuenterrabía - Gran Premio Mapfre                          | 5 de agosto      | 18:15 | Fuenterrabía    | Guipúzcoa  |
| 12    | XXXVIII Bandera El Correo-Gran Premio Kutxabank - Ayuntamiento de Lequeitio | 6 de agosto      | 12:15 | Lequeitio       | Vizcaya    |
| 13    | IX Bandera de Isla de Samertolameu - Ayuntamiento de Moaña                  | 12 de agosto     | 18:20 | Moaña           | Pontevedra |
| 14    | XXXIII Bandera Concejo de Boiro                                             | 13 de agosto     | 12:15 | Boiro           | La Coruña  |
| 15    | XLVI Bandera de Zarauz (jornada 1)                                          | 19 de agosto     | 18:15 | Zarauz          | Guipúzcoa  |
| 16    | XLVI Bandera de Zarauz (jornada 2)                                          | 20 de agosto     | 12:15 | Zarauz          | Guipúzcoa  |
| 17    | XXXIX Bandera de Ondárroa - Gran Premio Cikautxo                            | 26 de agosto     | 18:15 | Ondárroa        | Vizcaya    |
| 18    | XIV Bandera de Guetaria                                                     | 27 de agosto     | 12:15 | Guetaria        | Guipúzcoa  |
| 19    | XLI Bandera Villa de Bermeo - Gran Premio BTWC Bermeo Tuna World Capital    | 16 de septiembre | 18:47 | Bermeo          | Vizcaya    |
| 20    | LIII Bandera El Corte Inglés - Ayuntamiento de Portugalete                  | 17 de septiembre | 12:42 | Portugalete     | Vizcaya    |

### Play-off de ascenso a Liga ACT
| Orden | Regata      | Fecha            | Hora  | Provincia |
| ----- | ----------- | ---------------- | ----- | --------- |
| 1     | Bermeo      | 16 de septiembre | 18:04 | Vizcaya   |
| 2     | Portugalete | 17 de septiembre | 11:59 | Vizcaya   |

## Traineras participantes
| Equipo                     | Nombre de la Trainera | Localidad     | Provincia  |
| -------------------------- | --------------------- | ------------- | ---------- |
| Cabo da Cruz               | Cabo da Cruz          | Boiro         | La Coruña  |
| Samertolameu-Fandicosta    | Samertolameu          | Meira (Moaña) | Pontevedra |
| Zierbena-Bahías de Vizcaya | Zierbena              | Ciérvana      | Vizcaya    |
| Itsasoko Ama Santurtzi     | Itsasoko Ama          | Santurce      | Vizcaya    |
| Kaiku-Berez Galanta        | Bizkaitarra           | Sestao        | Vizcaya    |
| Bermeo Urdaibai            | Bou Bizkaia           | Bermeo        | Vizcaya    |
| Lekittarra-Elecnor         | Lekittarra            | Lequeitio     | Vizcaya    |
| Ondarroa-Cikautxo          | Antiguako ama         | Ondárroa      | Vizcaya    |
| Getaria                    | Esperantza            | Guetaria      | Guipúzcoa  |
| Orio-Orialki               | San Nicolas           | Orio          | Guipúzcoa  |
| Donostiarra-Amenabar       | Torrekua II           | San Sebastián | Guipúzcoa  |
| Fuenterrabía               | Ama Guadalupekoa      | Fuenterrabía  | Guipúzcoa  |

Los clubes participantes están ordenados geográficamente, de oeste a este.

### Equipos por provincia
| Provincia  | N. | Equipos |
| ---------- | -- | --- |
| Vizcaya    | 6  | Bermeo Urdaibai-Avia, Itsasoko Ama Santurtzi, Kaiku-Berez Galanta, Lekittarra-Elecnor, Ondarroa-Cikautxo, Zierbena-Bahías de Vizcaya |
| Guipúzcoa  | 4  | Donostiarra-Amenabar, Fuenterrabía, Getaria, Orio-Orialki                                                                            |
| La Coruña  | 1  | Cabo da Cruz |
| Pontevedra | 1  | Samertolameu-Fandicosta |

### Ascensos y descensos
| Pos. | Ascendido de liga LGT 2022 |
| ---- | -------------------------- |
| 1.º  | Samertolameu-Fandicosta    |

| Pos. | Descendido a liga LGT 2023 |
| ---- | -------------------------- |
| 12.º | Ares                       |

     Ascenso después de play-off.

     Descenso directo ordinario.

## Clasificación

### Temporada regular
A continuación se recoge la clasificación en cada una de las regatas disputadas.
Los puntos se reparten entre los doce participantes en cada regata.
| Posición | 1.º | 2.º | 3.º | 4.º | 5.º | 6.º | 7.º | 8.º | 9.º | 10.º | 11.º | 12.º |
| Puntos   | 12  | 11  | 10  | 9   | 8   | 7   | 6   | 5   | 4   | 3    | 2    | 1    |

| Pos. | Club                       | Trainera         | 1 CO1 | 2 CO2 | 3 FAB | 4 PET | 5 BIL | 6 ORI | 7 SES | 8 CAX | 9 GUE | 10 SCE | 11 FUE | 12 COR | 13 MOA | 14 BOI | 15 ZA1 | 16 ZA2 | 17 GUE | 18 OND | 19 BER | 20 ING | Puntos |
| ---- | -------------------------- | ---------------- | ----- | ----- | ----- | ----- | ----- | ----- | ----- | ----- | ----- | ------ | ------ | ------ | ------ | ------ | ------ | ------ | ------ | ------ | ------ | ------ | ------ |
| 1    | Bermeo Urdaibai            | Bou Bizkaia      | C     | 5     | 3     | 1     | 3     | 1     | 1     | 1     | 1     | 2      | 1      | 1      | 3      | 6      | 1      | 1      | 7      | 1      | 1      | 3      | 204    |
| 2    | Zierbena-Bahías de Vizcaya | Zierbena         | C     | 2     | 4     | 2     | 1     | 2     | 3     | 2     | 2     | 1      | 3      | 4      | 1      | 1      | 5      | 2      | 9      | 2      | 3      | 1      | 192    |
| 3    | Fuenterrabía               | Ama Guadalupekoa | C     | 1     | 2     | 5     | 2     | 4     | 2     | 3     | 4     | 3      | 2      | 3      | 2      | 4      | 4      | 4      | 3      | 5      | 5      | 2      | 192    |
| 4    | Donostiarra-Amenabar       | Torrekua II      | C     | 7     | 1     | 11    | 4     | 3     | 4     | 5     | 3     | 5      | 5      | 2      | 4      | 7      | 3      | 3      | 8      | 3      | 2      | 4      | 163    |
| 5    | Orio-Orialki               | San Nicolas      | C     | 4     | 10    | 7     | 5     | 8     | 6     | 4     | 5     | 6      | 4      | 7      | 5      | 3      | 2      | 8      | 1      | 6      | 4      | 7      | 145    |
| 6    | Cabo da Cruz               | Cabo da Cruz     | C     | 3     | 7     | 6     | 9     | 5     | 8     | 9     | 6     | 11     | 6      | 5      | 6      | 2      | 7      | 7      | 4      | 12     | 7      | 5      | 117    |
| 7    | Getaria                    | Esperantza       | C     | 10    | 5     | 3     | 6     | 12    | 5     | 8     | 7     | 8      | 7      | 9      | 8      | 10     | 6      | 5      | 6      | 7      | 6      | 8      | 116    |
| 8    | Lekittarra-Elecnor         | Lekittarra       | C     | 8     | 6     | 9     | 7     | 6     | 9     | 7     | 10    | 4      | 10     | 6      | 11     | 11     | 8      | 6      | 2      | 9      | 8      | 6      | 104    |
| 9    | Kaiku-Berez Galanta        | Bizkaitarra      | C     | 11    | 8     | 4     | 8     | 10    | 10    | 6     | 11    | 10     | 8      | 11     | 7      | 5      | 12     | 11     | 11     | 4      |        |        | 74     |
| 10   | Ondarroa-Cikautxo          | Antiguako ama    | C     | 6     | 9     | 12    | 11    | 9     | 7     | 11    | 8     | 9      | 9      | 8      | 9      | 8      | 11     | 9      | 5      | 8      |        |        | 72     |
| 11   | Itsasoko Ama Santurtzi     | Itsasoko Ama     | C     | 12    | 11    | 8     | 10    | 7     | 11    | 10    | 9     | 12     | DSQ    | 12     | 10     | 9      | 9      | 10     | 10     | 10     |        |        | 48     |
| 12   | Samertolameu-Fandicosta    | Samertolameu     | C     | 9     | 12    | 10    | 12    | 11    | 12    | 12    | 12    | 7      | 11     | 10     | 12     | 12     | 10     | 12     | 12     | 11     |        |        | 34     |

| Color     | Resultado                        |
| --------- | -------------------------------- |
| Oro       | Ganador                          |
| Plata     | Segundo                          |
| Bronce    | Tercero                          |
| Verde     | Puntuó                           |
| Negro     | DSQ - Descalificado              |
| Blanco    | C - Regata cancelada             |
| Sin color | DNP - Inscrito pero no participó |

La primera jornada de la Bandera Ciudad de La Coruña fue cancelada.
La trainera de Itsasoko Ama Santurtzi fue descalificada en la Bandera de Fuenterrabía por abordaje.

### Play-off de ascenso a Liga ACT
Los puntos se reparten entre los cinco participantes en cada regata.
| Posición | 1.º | 2.º | 3.º | 4.º | 5.º |
| Puntos   | 5   | 4   | 3   | 2   | 1   |

| Pos. | Club                   | Trainera              | 1 BER | 2 POR | Puntos |
| ---- | ---------------------- | --------------------- | ----- | ----- | ------ |
| 1    | San Pedro              | Libia                 | 5     | 5     | 10     |
| 2    | Bueu-Teccarsa          | Maruxia               | 4     | 2     | 6      |
| 3    | Lapurdi-Antton Bilbao  | Xubero                | 2     | 4     | 6      |
| 4    | Itsasoko Ama Santurtzi | Itsasoko Ama          | 1     | 3     | 4      |
| 5    | Ares                   | Santa Olalla de Lubre | 3     | 1     | 4      |